# Pinewood (Florida)
Pinewood és una concentració de població designada pel cens dels Estats Units a l'estat de Florida. Segons el cens del 2000 tenia 16.523 habitants.

## Demografia
Segons el cens del 2000, Pinewood tenia 16.523 habitants, 5.029 habitatges, i 3.686 famílies. La densitat de població era de 3.709,1 habitants/km².
Dels 5.029 habitatges en un 41% hi vivien nens de menys de 18 anys, en un 36,3% hi vivien parelles casades, en un 28,5% dones solteres, i en un 26,7% no eren unitats familiars. En el 21,7% dels habitatges hi vivien persones soles el 6,9% de les quals corresponia a persones de 65 anys o més que vivien soles. El nombre mitjà de persones vivint en cada habitatge era de 3,25 i el nombre mitjà de persones que vivien en cada família era de 3,77.
Per edats la població es repartia de la següent manera: un 32,1% tenia menys de 18 anys, un 11,2% entre 18 i 24, un 26,6% entre 25 i 44, un 21,2% de 45 a 60 i un 8,9% 65 anys o més.
L'edat mediana era de 30 anys. Per cada 100 dones de 18 o més anys hi havia 88,9 homes.
La renda mediana per habitatge era de 24.949 $ i la renda mediana per família de 26.548 $. Els homes tenien una renda mediana de 22.439 $ mentre que les dones 18.046 $. La renda per capita de la població era de 10.169 $. Entorn del 30,2% de les famílies i el 33,5% de la població estaven per davall del llindar de pobresa.

## Poblacions més properes
El següent diagrama mostra les poblacions més properes.